# Mačevac
Mačevac (cyr. Мачевац) – wieś w Serbii, w okręgu pomorawskim, w gminie Svilajnac. W 2011 roku liczyła 166 mieszkańców.